# بينيديكت فيرنانديز
بينيديكت فيرنانديز (بالألمانية: Benedikt Fernandez)‏ (مواليد 8 يناير 1985 في بون - ألمانيا الغربية) لاعب كرة قدم ألماني يلعب حاليا لصالح نادي الدرجة الأولى Sportfreunde Lotte [الإنجليزية] منذ 1 تموز من عام 2013
.

## وصلات خارجية
- بينيديكت فيرنانديز على موقع الاتحاد الأوربي (الإنجليزية)
- بينيديكت فيرنانديز على موقع قاعدة بيانات كرة القدم.إي يو (الإنجليزية)
- بينيديكت فيرنانديز على موقع بيانات كرة القدم. دي إي (الألمانية)
- بينيديكت فيرنانديز على موقع عالم كرة القدم.نت (الإنجليزية)

- بينيديكت فيرنانديز على موقع worldfootball.net

- ملف بينيديكت فيرنانديز على موقع Fussballdaten